# Валеновац
Валеновац је насељено место у саставу општине Феричанци у Осјечко-барањској жупанији, Република Хрватска.

## Историја
До територијалне реорганизације у Хрватској налазио се у саставу старе општине Нашице.

## Становништво
На попису становништва 2011. године, Валеновац је имао 185 становника.

## Попис1991.
На попису становништва 1991. године, насељено место Валеновац је имало 211 становника, следећег националног састава:
| Попис 1991.‍  | Попис 1991.‍  | Попис 1991.‍ | Попис 1991.‍ | Попис 1991.‍ |
| ------------ | ------------ | ----------- | ----------- | ----------- |
|              |              |             |             |             |
| Хрвати       | Хрвати       |             | 203         | 96,20%      |
| Срби         | Срби         |             | 7           | 3,31%       |
| неопредељени | неопредељени |             | 1           | 0,47%       |
| укупно: 211  |              |             |             |             |